# Manligheten (1785)
Manligheten var ett svenskt linjeskepp, byggt under ledning av Fredrik Henrik af Chapman i Karlskrona och sjösatt den 31 augusti 1785.

## Byggnadshistoria
Fartyget var ett av tio systerfartyg i samma stil och bestyckad med 64 kanoner.

## Tjänstgöring
Manligheten deltog i Gustav III:s ryska krig och var ett av linjeskeppen i Viborgska gatloppet 1789–90.
Manligheten deltog även i sjöslag under Finska kriget 1808–1809, bland annat blockerade hon hamnen i Slite från den 12 maj 1808 under Ryska ockupationen av Gotland. Därefter blev hon ett så kallat blockskepp i Karlskrona 1809.
Fartyget slopades 1864.